# Schloss-Röttgen-Tunnel
Der Schloss-Röttgen-Tunnel ist ein 1.047 m langer Eisenbahntunnel der Flughafenschleife Köln in Köln-Eil. Er unterquert unter anderem das Schloss Röttgen mit dem Gestüt Röttgen und trägt daher seinen Namen.
Das Bauwerk dient dem Schutz der örtlichen Landschaft sowie der Anlagen des Gestüts mit seinen vorgelagerten Weide- und Koppelflächen.
Der Tunnel nimmt zwei Gleise auf, die mit 130 km/h befahren werden können.

## Geschichte

### Planung
Nach dem Planungsstand von Anfang 1992 war in diesem Bereich noch kein Tunnel vorgesehen.
Ende 1995 war der Tunnel mit einer Länge von 400 m geplant.
Die Unterlagen zur Planfeststellung wurden 1996 eingereicht. Im Zuge des Planfeststellungsverfahrens wurde das Bauwerk verlängert. Der Planfeststellungsbeschluss erging im ersten Halbjahr 1998.
Mitte 1999 und Anfang 2000 lag die geplante Länge des Bauwerks jeweils bei 517 Meter.
Der Tunnel war Gegenstand eines Gerichtsverfahrens, in dem die Betreiber des Gestüts Röttgen fürchteten, ihr Zuchterfolg könne aufgrund des durch die geplante Flughafenschleife verursachten Schienenverkehrslärms ausbleiben. Nach mehr als einjähriger gerichtlicher Auseinandersetzung folgte das Oberverwaltungsgericht einem Gutachten des Rechtsanwalts und Dressurreiters Reiner Klimke. Dieser vertrat die Position, dass sich die Pferde in kurzer Zeit an die Geräusche vorbeifahrender Züge gewöhnen würden. Der von den Klägern befürchtete Tunnelknall blieb aus. Noch vor der eigentlichen Verhandlung hatte das Oberverwaltungsgericht Münster im Frühjahr 1999 einen von den Klägern verlangten Baustopp nach einer summarischen Prüfung vorläufig abgelehnt, nachdem die Klage aller Voraussicht nach keine Aussicht auf Erfolg haben würde und daher eine Verzögerung der Bauarbeiten nicht zuzumuten gewesen wäre.
Ende 2000, als die Arbeiten in den anderen Planfeststellungsabschnitten schon liefen, stand der erwartete Planänderungsbeschluss für den Abschnitt 82 noch aus.
Im Rahmen eines Kompromisses einigten sich das Land Nordrhein-Westfalen und die Stiftung schließlich auf die Verlängerung des Schloss-Röttgen-Tunnels um 530 auf 1.047 Meter. Nach Abschluss des entsprechenden Planänderungsverfahrens zog die Mehl-Mühlen-Stiftung schließlich die letzte ihrer drei Klagen vor dem Oberverwaltungsgericht zurück; der Planfeststellungsbeschluss wurde damit am 2. Februar 2001 wirksam. Die direkten Mehrkosten belaufen sich auf 7,7 Millionen Euro. Die durch die Verhandlung mit dem Gestüt entstandene Bauverzögerung wird von der Deutschen Bahn mit rund 18 Monaten angegeben. Dadurch sei auch die rechtzeitige Fertigstellung der Schleife zur Inbetriebnahme der Schnellfahrstrecke (2002) nicht möglich gewesen.

### Bau
Im Februar 2000 begannen bauvorbereitende Maßnahmen. Der Tunnel sollte dabei in offener Bauweise errichtet werden. Im Rahmen der Bauvorbereitung wurden auch Sichtschutzzäune aufgestellt, um Beeinträchtigungen des Zuchtbetriebs zu vermeiden. Zur Verminderung der baubedingten Beeinträchtigungen wurde der Tunnel darüber hinaus in Abschnitten gebaut.
Das Bauwerk wurde schließlich auf ganzer Länge als geschlossener Rahmen vorangetrieben.

### Inbetriebnahme
Das Bauwerk wurde, zusammen mit der Flughafenschleife, am 12. Juni 2004 in Betrieb genommen.
Er wird seither von Fern-, Regional- und S-Bahn-Zügen befahren.